# Свинеццезий
Свинеццезий — бинарное неорганическое соединение, интерметаллид
свинца и цезия
с формулой CsPb,
кристаллы.

## Получение
- Сплавление стехиометрических количеств чистых веществ:

{\displaystyle {\mathsf {Pb+Cs\ {\xrightarrow {653^{o}C}}\ PbCs}}}

## Физические свойства
Свинеццезий образует кристаллы
тетрагональной сингонии, пространственная группа I 41/acd, параметры ячейки a = 1,226 нм, c = 1,999 нм, Z = 32,
структура типа свинецнатрия NaPb
.
Соединение конгруэнтно плавится при температуре 653 °C.
При температуре 596 °C в соединении происходит фазовый переход